# Portulacaria afra
Portulacaria afra, conocida comúnmente como árbol de la abundancia o monedita o Jade, es un arbusto suculento perteneciente al género Portulacaria, dentro de la familia Didiereaceae. Se distribuye por el noroeste de Kenia, el sur de Mozambique y el sur de África.

## Descripción

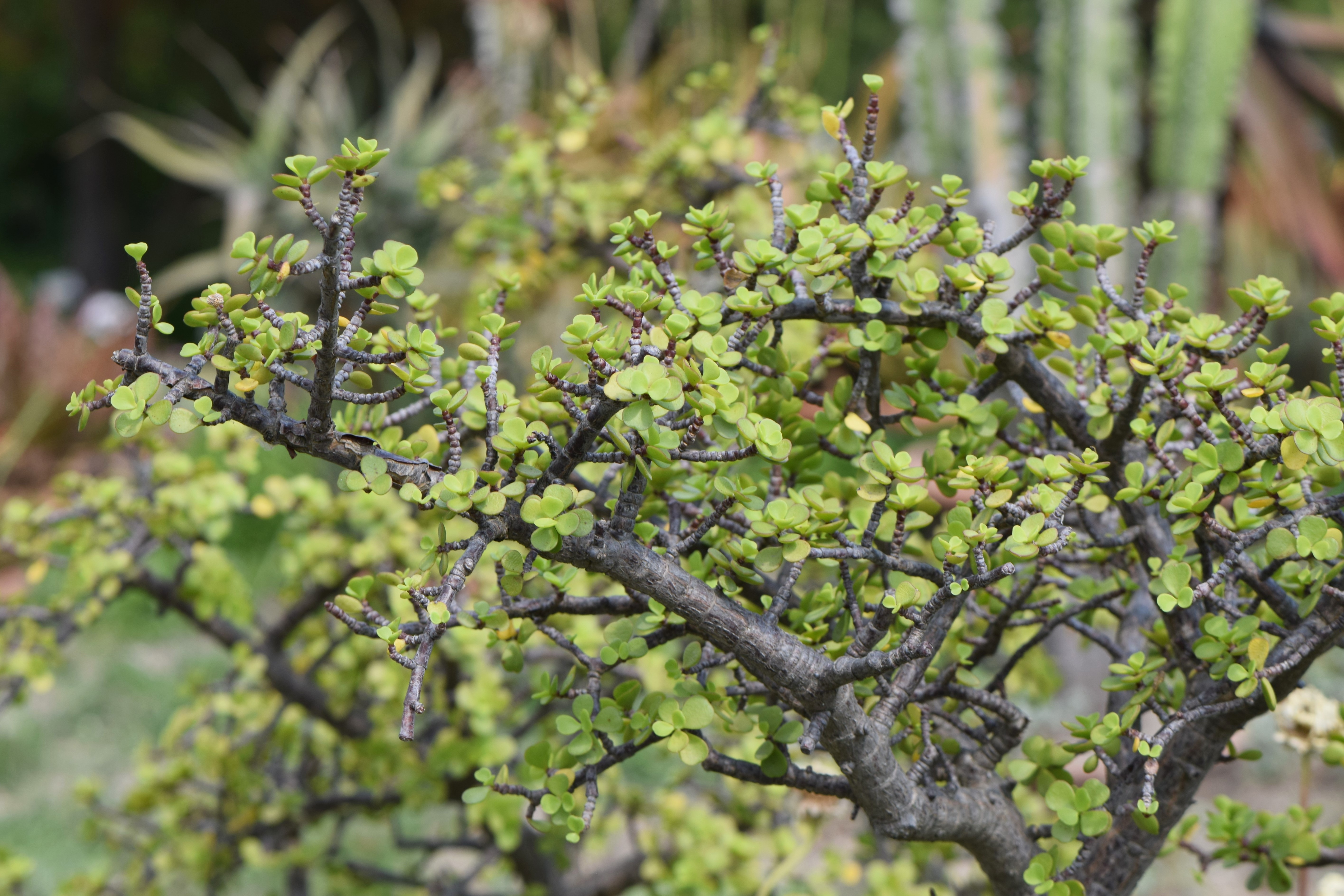
Tallo y hojas

Portulacaria afra se trata de un arbusto suculento semiperennifolio, fuertemente ramificado, que generalmente alcanza una altura de 2,5 a 4,5 m. 

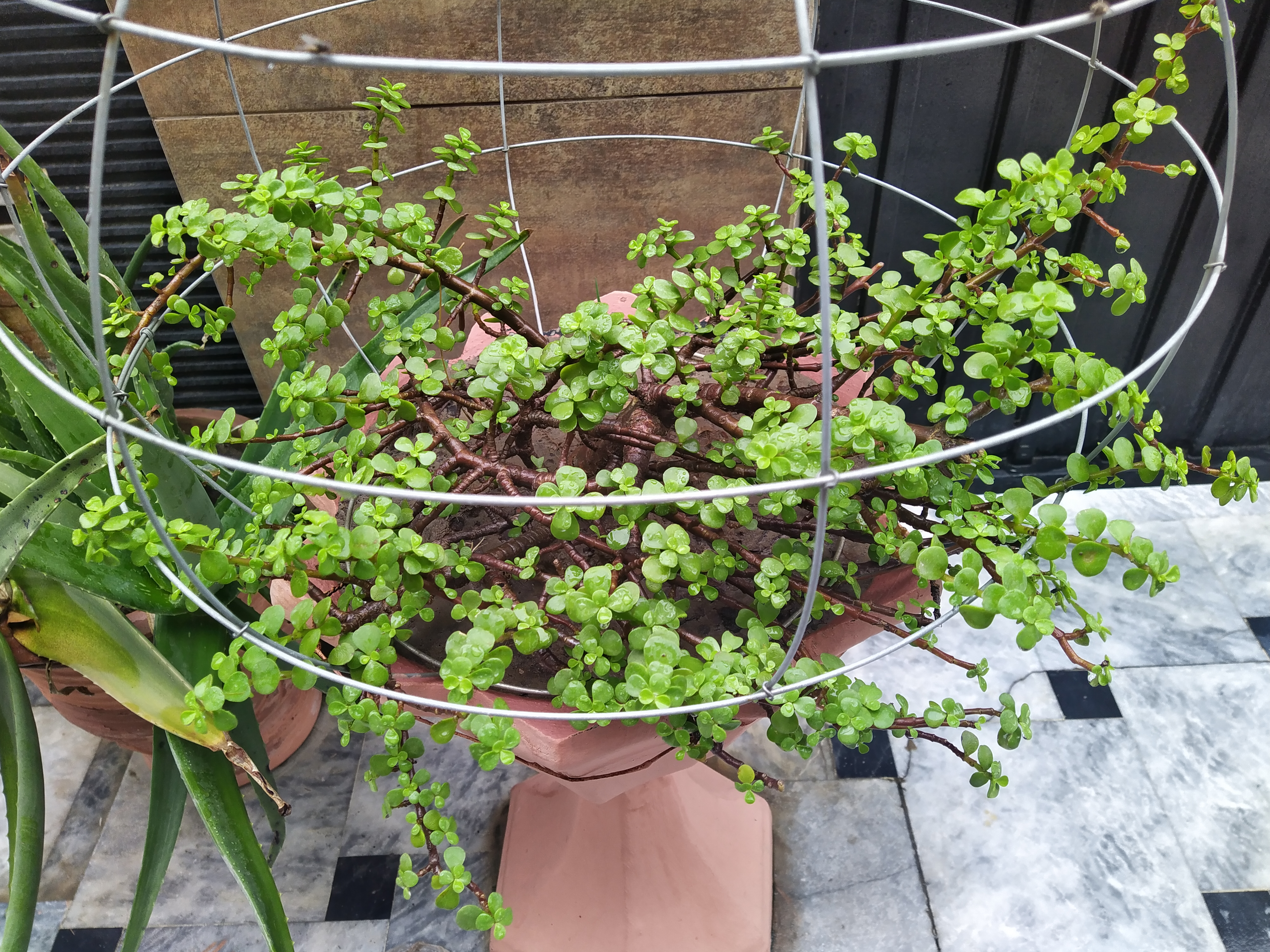
Uso ornamental

Tiene el tronco liso, de color marrón rojizo, y alcanza un diámetro de hasta 30 cm. Las hojas son pequeñas, cruzadas y simples, y se asientan en brotes de 3 a 6 mm de grosor con entrenudos de 2 a 3 cm de largo. Son obovadas, algo carnosas y gruesas, y miden de 13 a 26 mm de largo y de 10 a 21 mm de ancho. 
Es hermafrodita y las flores aparecen en los extremos de las ramas en forma de racimos. Son pequeñas, de color rosa o blanco y de 3 mm de diámetro. Presentan 5 pétalos de 1,5 mm de largo, 2 sépalos permanentes y fusionados de 0,5 mm de largo y de 5 a 10 estambres con anteras de color rojo a morado. Sus frutos son pequeños, con tres alas y no se abren. En su interior contienen una sola semilla.

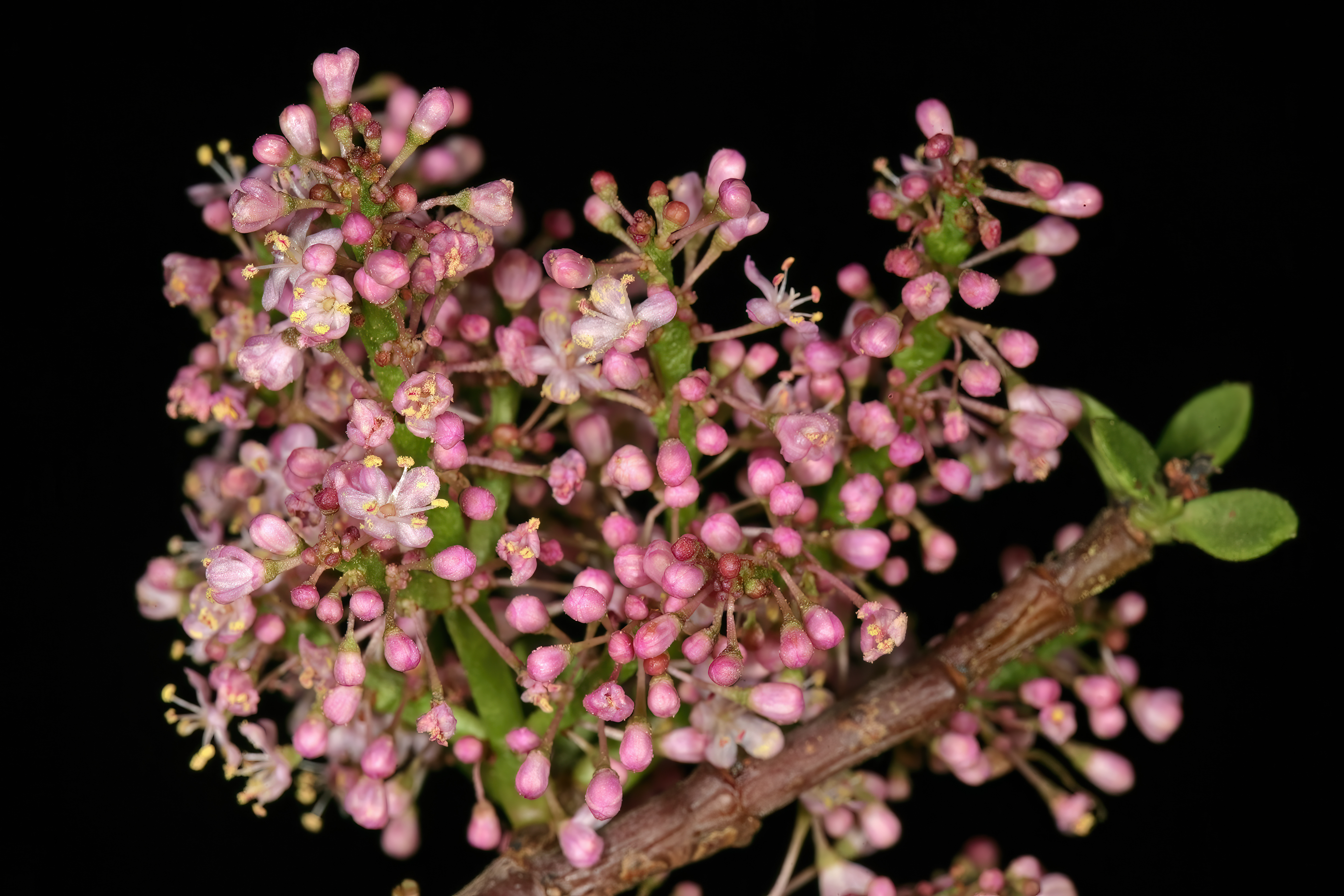
Inflorescencia

Señalar que en apariencia es semejante a la planta de jade (Crassula ovata, familia de las crasuláceas), aunque la Portulacaria afra tiene almohadillas más pequeñas y más redondas y es de crecimiento más compacto (espacios internodales más cortos, hasta 1,5 mm). Además, es mucho más resistente, de crecimiento más rápido, más libremente ramificado, y tiene ramas más finas y afiladas que Crassula ovata una vez que se ha establecido.

## Distribución y hábitat
El área de distribución nativa de esta especie es el noroeste de Kenia, el sur de Mozambique y el sur de África y crece principalmente en el bioma subtropical. Además se ha introducido en Sicilia y España.

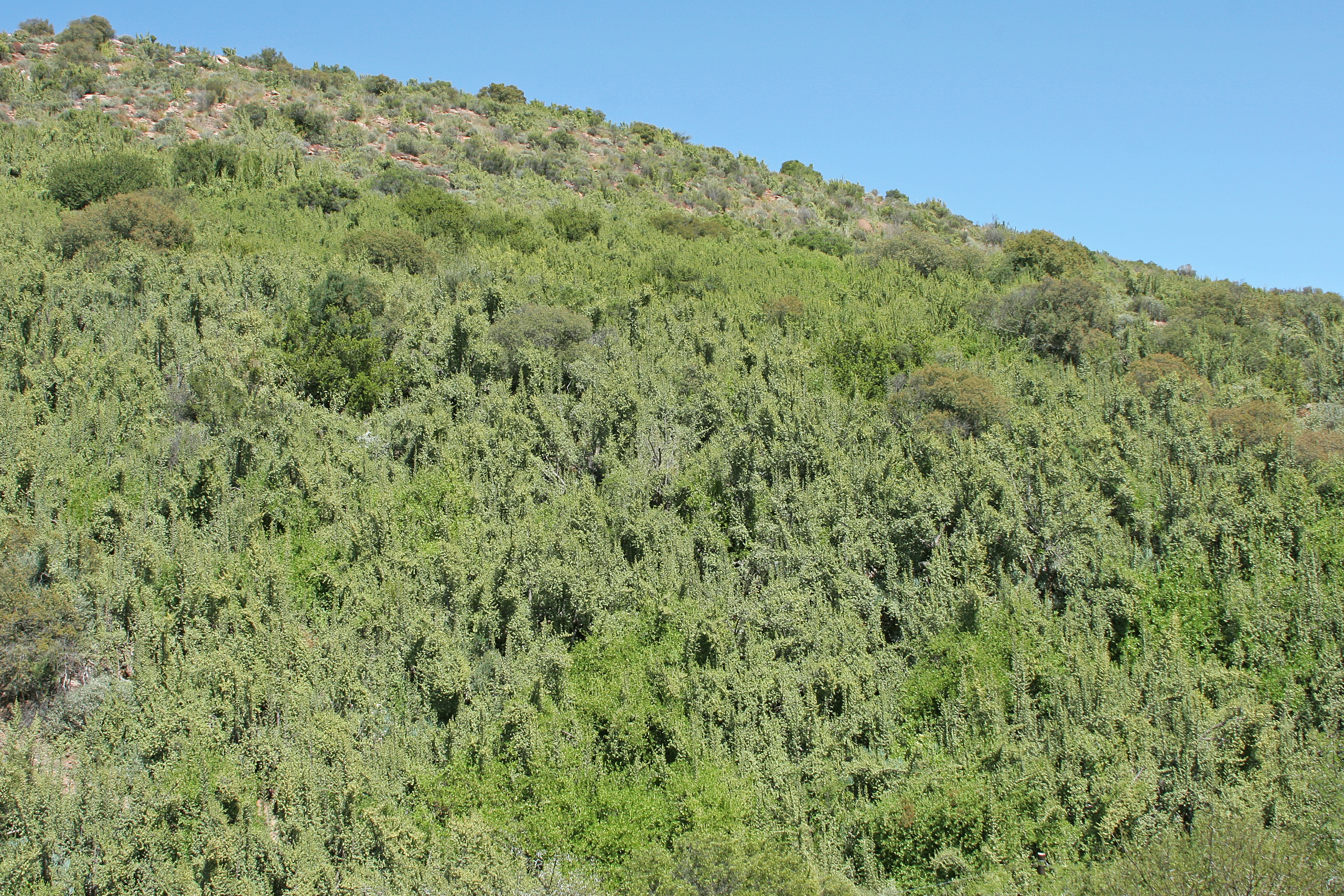
Crecimiento en su medio natural

En las zonas silvestres de Sudáfrica, las plantas grandes sobreviven a las heladas invernales al crecer lo suficientemente densas como para proporcionar su propia cubierta natural.
Son tolerantes a la sequía y resistentes al fuego, y soportarán el sol y el calor del desierto una vez establecidas, algo que no sucede con la planta de jade. 

## Taxonomía
Portulacaria afra fue descrita por el botánico neerlandés Nikolaus Joseph von Jacquin y publicada por primera vez en el libro Collectanea ad botanicam 1: 160 en 1787.
Etimología
- Portulacaria: nombre genérico derivado del género Portulaca debido a su parecido con este. El sufijo "-aria" es un sufijo latino que se utiliza para indicar relación o pertenencia.
- afra: epíteto específico que proviene del latín africanus, que significa 'africano', haciendo referencia de que la especie es originaria de África.[6]

## Estado de conservación
En la Lista Roja de Especies Amenazadas de la UICN, la especie está clasificada como de “Preocupación Menor (LC)”.

## Cultivo y usos

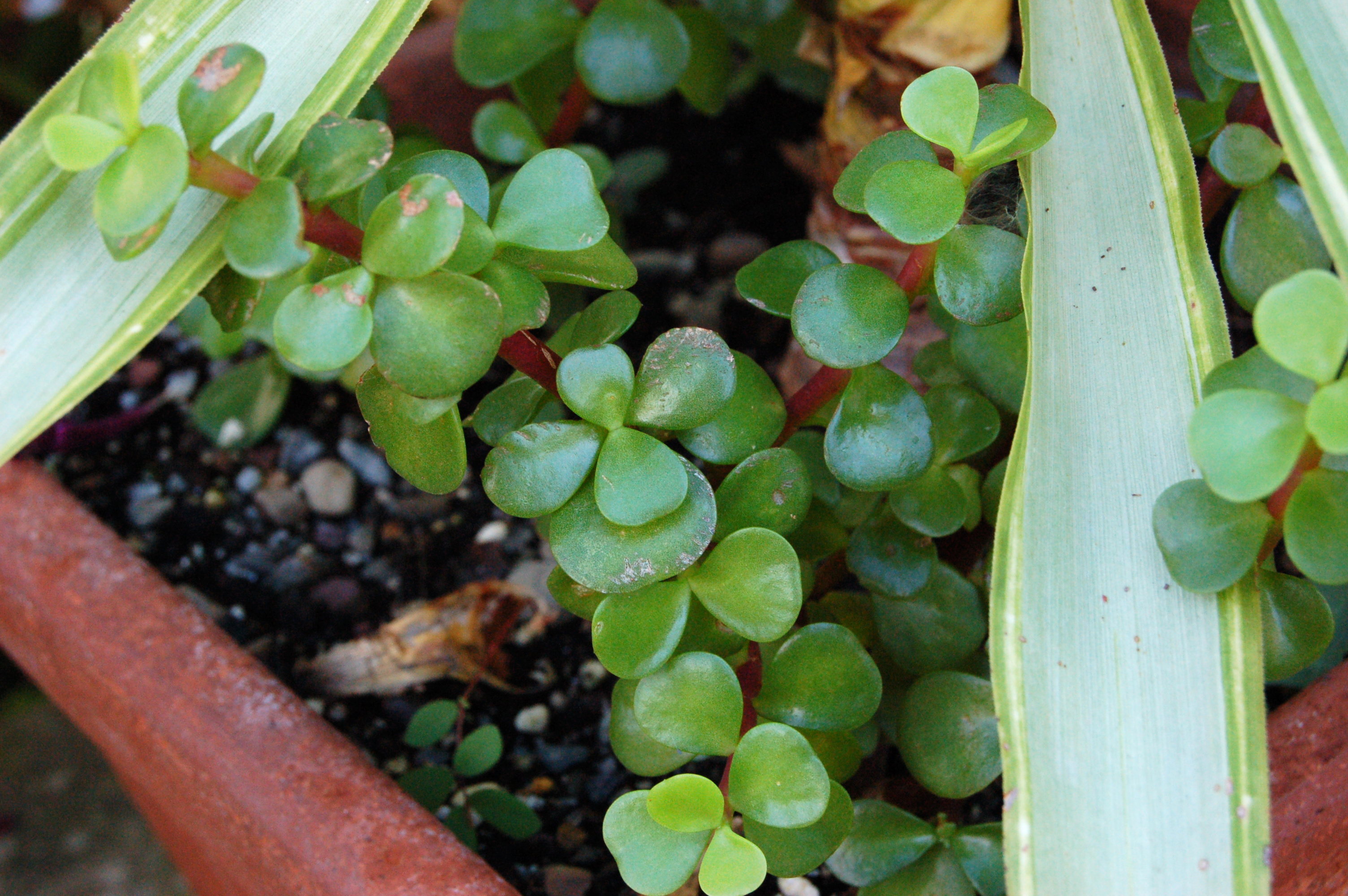
Cultivo en maceta

Esta especie tiene un valor muy importante como planta ornamental, culinaria, y medicinal:

### Ornamental
Es popular como ejemplar para bonsái, y como planta resistente para xerojardinería, ya que los esquejes enraízan muy fácilmente en la mayoría de los medios para macetas.
Existen varias variedades, algunas cultivadas y otras que se dan de forma natural: 
- "Limpopo": variedad con hojas mucho más grandes. Es la forma natural del extremo norte del área de distribución de la especie.
- "Prostrata": Una forma baja y decumbente que se utiliza frecuentemente como cubierta vegetal.
- "Aurea": Una forma compacta y vertical con hojas redondeadas que se vuelven de color amarillo brillante al sol.
- "Foliis variegatus": una forma variada.
- "Medio-picta": Abigarrado con un centro más claro.

### Culinario
En el sur de África se consume habitualmente, normalmente como componente de una ensalada o sopa. No debe confundirse con la planta de jade, que es ligeramente tóxica.
También se utiliza para alimentar al ganado durante períodos de sequía debido a su naturaleza suculenta. Estas plantas, que se utilizan con mayor frecuencia para el ganado vacuno y las cabras, también actúan como una fuente suplementaria de agua además de sus beneficios nutricionales para el ganado.

### Medicinal
Esta es una de las muchas plantas utilizadas como tratamiento tradicional para afecciones de la piel por personas de áreas rurales que no tienen fácil acceso a medicina más moderna. 